# Dromius atriceps
Dromius atriceps är en skalbaggsart som beskrevs av Leconte. Dromius atriceps ingår i släktet Dromius och familjen jordlöpare. Inga underarter finns listade i Catalogue of Life.